# Euthyme de Tarnovo
Pour les articles homonymes, voir Euthyme.
Euthyme de Tarnovo, ou saint Euthyme de Tarnovo (en bulgare Свети Евтимий Търновски, Sveti Evtimiy Tarnovski), né vers 1327 à Tarnovo et décédé vers 1402 au Monastère de Batchkovo, fut Patriarche de Bulgarie entre 1375 et 1393. Grand théologien, saint orthodoxe renommé, il est également connu pour avoir été le fondateur de la célèbre école de Tarnovo, foyer intellectuel majeur de la Bulgarie médiévale. Il est fêté le 20 janvier.

## Biographie

### Jeunesse et entrée en religion
Né vers 1327 à Tarnovo, on suppose qu'il était issu de la famille éminente des Tsamblak. 
Euthyme est éduqué dans des écoles appartenant à des Monastères, puis il devient moine. Vers 1350, il rejoint le Monastère de Kilifarevo, attiré par la sainteté de saint Théodose de Tarnovo, qui en est alors l'Higoumène. En 1363, Théodose fait de lui son assistant et les deux hommes se rendent ensemble à Constantinople, saint Théodose mourant peu après.

### Vie Monastique dans l'Empire byzantin
Euthyme entre alors au Monastère du Stoudion puis s'installe au Monastère de la Grande Laure de saint Athanase, mais il déplaît à l'Empereur byzantin Jean V Paléologue qui l'envoie en exil sur l'île de Lemnos. Après sa libération, il reviendra au Mont Athos, dans le Monastère de Zographou. C'est là qu'il prendra conscience des fautes existant dans certains livres liturgiques, dues aux erreurs de traduction entre le grec et le bulgare (les livres liturgiques de l'époque en vigueur dans l'Église bulgare étaient traduits du grec), et il réfléchira aux moyens de les corriger. Euthyme connaissait par ailleurs parfaitement la littérature byzantine contemporaine.

### Retour en Bulgarie et élection patriarcale
Vers 1371, il revient en Bulgarie et y fonde le monastère de la Sainte-Trinité, près de Tarnovo, où naîtra l'école littéraire du même nom, qui aura une grande influence sur la littérature bulgare médiévale, et qui sera même la raison de son âge d'or. Euthyme établit également des règles orthographiques et re-traduit les livres liturgiques à partir du grec. Ces textes corrigés deviendront également des modèles pour les Églises de Serbie, de Roumanie et de Russie. 
En 1375, à la suite du décès du Patriarche Joanicius, Euthyme est choisi pour lui succéder. 
Le Patriarche Euthyme devient très connu dans le monde orthodoxe, à tel point que des Métropolites et des ecclésiastiques s'adressent à lui pour lui demander son avis sur des questions théologiques. Plusieurs de ses disciples deviendront des ecclésiastiques connus, comme Cyprien, qui deviendra par la suite Métropolite de Kiev, ou Grégoire Camblak, lui aussi futur Métropolite.(il sera aussi son biographe)

### Invasion ottomane et fin de vie
En 1393, les Ottomans envahissent Tarnovo. Le patriarche résiste avec courage à l'invasion , mais à la suite de celle-ci, le patriarcat perd son autocéphalie. Saint Euthyme est arrêté et condamné à mort par les Ottomans, mais selon la tradition, au moment d'être exécuté, les mains de son bourreau se paralysent subitement et l'épée tombe sur le sol. Saint Euthyme est alors exilé au monastère de Batchkovo. L'annonce de son exil forcé provoque l'émoi dans la population, et une foule nombreuse se rassemblera aux portes de la ville pour le voir une dernière fois et recevoir sa bénédiction. Il meurt probablement à Batchkovo vers 1402, bien que des doutes demeurent sur le lieu exact de sa mort. Il est le dernier patriarche bulgare jusqu'au rétablissement de l'autocéphalie de l'Église de Bulgarie en 1870. Il est fêté le 20 janvier, comme son homonyme saint Euthyme le Grand.

## Travaux

### Soutien de l'Hésychasme
Saint Euthyme se fera le défenseur de l'Hésychasme contre les courants rationalistes et luttera pour l'unité religieuse face aux hérétiques.

### Traductions et unification de la langue bulgare
Grâce au texte Exposé sur les lettres de Constantin de Kostenec, on sait qu'Euthyme chercha à unifier la langue bulgare séparée  entre différents dialectes et l'influence de la langue parlée par des règles non pas écrites mais orales, et transmises par ses disciples. Cette réforme orthographique dissocie langue écrite et langue parlée, tout en maintenant les traits du vieux-slave.

### Œuvres de saint Euthyme
On ignore le nombre exact des traductions et écrits produits car beaucoup ont été perdus ou détruits lors de l'occupation ottomane, mais 15 sont reconnus comme étant les siens. En plus des traductions, il a écrit des panégyriques et des Vies de saints.

## Le souvenir de saint Euthyme aujourd'hui
- Plusieurs églises lui sont consacrées dans le monde[9].
- Le piton rocheux Saint-Evtimiy Crag, dans les îles Shetland du sud, a été nommé en son honneur.
- Des rues portent son nom dans beaucoup de villes de Bulgarie, et des statues lui sont élevées notamment à Sofia et à Tarnovo[10].